# Compagnia dei Folli
(Vincenzo Mollica Corriere Adriatico 06/07/2006)
La Compagnia dei Folli è un gruppo teatrale italiano. Fondato a Castel Trosino di Ascoli Piceno nel 1984, si definisce come un gruppo di teatro di strada e d'immagine. 
Il loro lavoro si sviluppa utilizzando diverse tecniche artistiche, dal teatro prosa al teatro del fuoco, dall'acrobatica ai trampoli, dall'arte dei fuochi pirotecnici alla musica. I loro spettacoli sono stati rappresentati,  in diverse parti del mondo (Giappone, Russia, Sudafrica, Algeria, Portogallo, Spagna, Francia, Austria, Germania, Paesi Bassi, Belgio) oltre che in tutta Italia. Da diversi anni collabora alla realizzazione della discesa dell'Angelo dal campanile di Piazza San Marco a Venezia per il carnevale e ha partecipato a diverse trasmissioni RAI. In oltre venti anni di attività la compagnia ha prodotto una quindicina di spettacoli. Dal 2002 ha creato uno spazio teatrale ad Ascoli Piceno che si chiama Palafolli dove, oltre a fare programmazione teatrale e musicale, ha creato una scuola di teatro.